# Richard Linnehan
Richard Michael Linnehan (Lowell, 19 september 1957) is een voormalig Amerikaans ruimtevaarder. Linnehan zijn eerste ruimtevlucht was STS-78 met de spaceshuttle Columbia en vond plaats op 20 juni 1996. Tijdens de missie werd onderzoek gedaan naar de effecten van een langdurig verblijf in de ruimte.
Linnehan maakte deel uit van NASA Astronautengroep 14. Deze groep van 24 ruimtevaarders begon hun training in 1992 en had als bijnaam The Hogs.
In totaal heeft Linnehan vier ruimtevluchten op zijn naam staan, waaronder een missie naar de Ruimtetelescoop Hubble. Tijdens zijn missies maakte hij zes ruimtewandelingen. In 2010 verliet hij NASA en ging hij als astronaut met pensioen. 